# Enchytrismòs

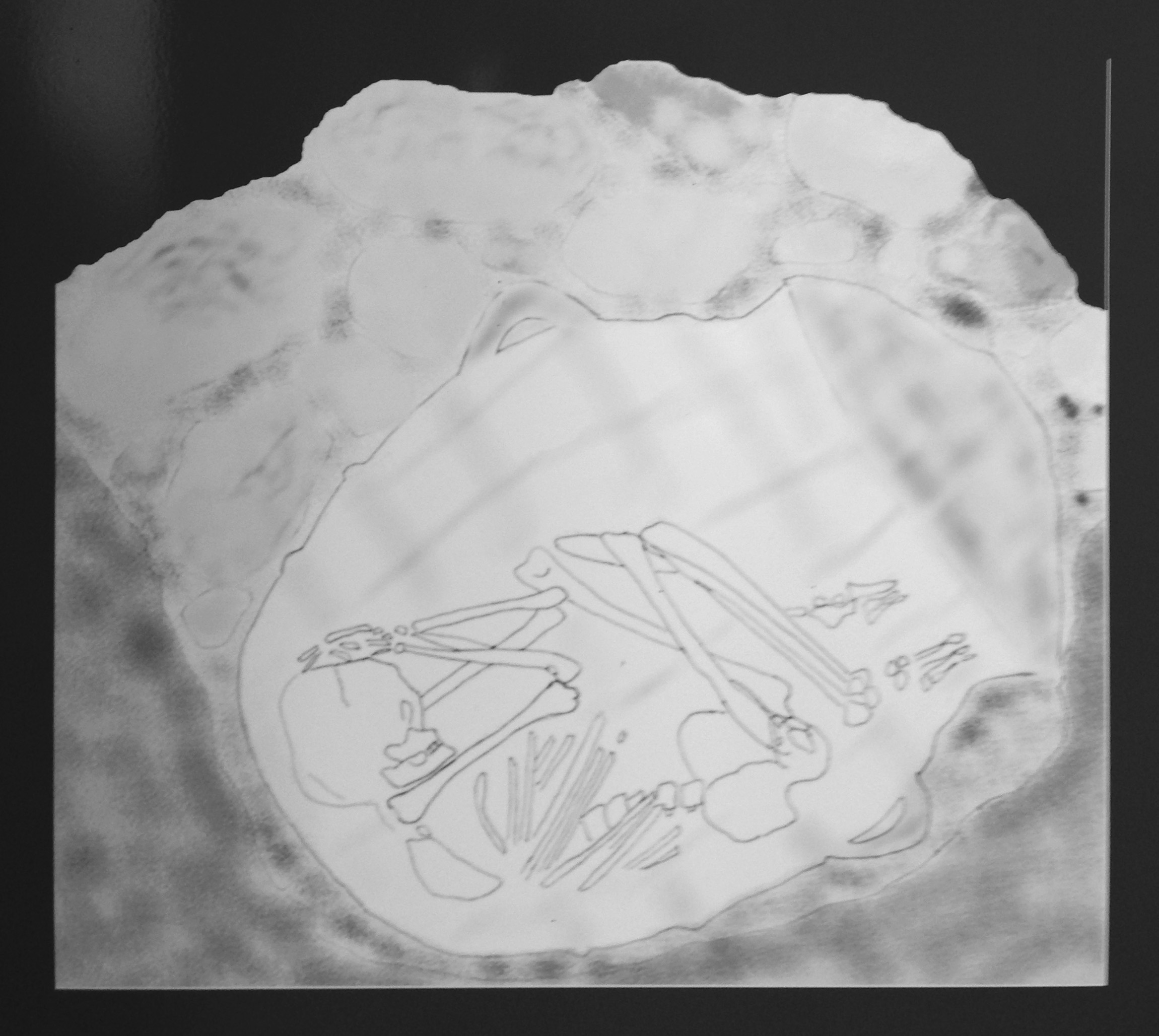
Ejemplo de enterramiento en enchytrismòs.

Un enchytrismòs (también enquitrismo, enchytrismos o enchytrismoi) es un tipo de enterramiento que se practicaba en la prehistoria para enterrar a los niños. Consistía en colocar el cuerpo dentro de una vasija de terracota (pithos) con el cuerpo en posición acurrucada.
El pithos se depositaba en un hueco profundo y estrecho de rocas, cubierto por un montículo de piedras, permaneciendo visible en la superficie del suelo. Generalmente, este enterramiento se reservaba a espacios separados de aquellos en los que se depositaban los adultos. El enterramiento tenía lugar junto con objetos en miniatura, como figurillas humanas y de animales, botas o carritos de juguete.
Un ejemplo de este tipo de enterramiento en Italia se encuentra en el yacimiento de Tapso, en Sicilia, pero también en las necrópolis de Milazzo, Himera y otros lugares de la isla. Por ejemplo, en Cerdeña, se utilizaba ya en la prehistoria, cuando a veces se empleaba el enterramiento en el interior de grandes vasijas, mientras que en época púnica, romana y cristiana temprana se utilizaban ánforas.
En Grecia, el hallazgo más impresionante es el de una necrópolis con más de 2.500 bebés en enchytrismoi en la isla de Astipalea, en el Dodecaneso entre el siglo VII a. C. y el siglo I.